# Дикая река (фильм, 1994)
«Дикая река» — кинофильм, триллер режиссёра Кёртиса Хэнсона. Номинация на премию «Золотой глобус».

## Сюжет
Учительница Гейл и архитектор Том, пытаясь сохранить свой брак, отправляются с сыном Рорком и собакой в сплав по реке. Перед отплытием Гейл и Том встречают пару сплавщиков: Вейда и Терри. Они оказываются неумелыми рафтерами: при попытке преодолеть порог их лодка переворачивается, и Гейл и Том спасают обоих от гибели в бурном потоке.
Поначалу Вейд и Терри кажутся неплохими ребятами, но потом они начинают вести себя странно, и Гейл и Том решают оторваться от попутчиков. Те догоняют их, и тут открывается страшная правда: оказывается, что они грабители, которые уходят от погони, спускаясь вниз по реке. Взяв семью в заложники и угрожая оружием, Вейд заставляет Гейл стать их проводником. Чтобы скорее добраться до цели, Вейд требует пройти через считающийся непроходимым крайне опасный участок реки. Хотя сплав там категорически запрещён, Гейл когда-то давно один раз уже удалось пройти этот участок, а вот следующему за ней экипажу не повезло: он погиб.   
Ночью Том убегает, Вейд бросается в погоню, семья и бандиты считают, что Том погиб от руки Вейда. Гейл и преступникам удаётся провести лодку через непроходимый участок реки. Том спешит вниз по течению и перехватывает лодку, сбросив преступников в воду. Гейл выбрасывает сумку с деньгами за борт, отвлекая внимание преступников, Вейд падает за борт, и тогда Гейл, завладев револьвером, берёт его на прицел. Вейд уговаривает Гейл отпустить их, взывая к милосердию и надеясь, что Гейл не способна выстрелить в человека.  Гейл сообщает Вейду, что револьвер пуст, и когда тот приказывает Терри немедленно прирезать всех, Гейл поворачивает барабан револьвера с единственным оставшимся патроном и, собрав волю в кулак, убивает Вейда. Терри обезоружен и передан властям. На фоне экстремальных событий семья окончательно мирится и их отпуск заканчивается счастливо.

## В ролях
- Мерил Стрип — Гейл
- Кевин Бэйкон — Вейд
- Дэвид Стрэтэйрн — Том
- Джон К. Рейли — Терри
- Джозеф Маццелло — Рорк
- Стефани Сойер — Уила
- Бенджамин Брэтт — Джонни
- Элизабет Хоффман — мать Гейл
- Виктор Гэллуэй — отец Гейл

## Награды и номинации
- 1995 — две номинации на премию «Золотой глобус»: лучшая женская роль — драма (Мерил Стрип), лучшая мужская роль второго плана (Кевин Бэйкон)
- 1995 — номинация на премию Гильдии киноактёров США за лучшую женскую роль (Мерил Стрип)